# Акатизія
Акатизія (від дав.-гр. ἀ- /a-/ — «не» і καθίζειν /kathízein/ — «сидіти») — клінічний синдром, який характеризується постійним або періодичним неприємним відчуттям внутрішнього рухового неспокою, внутрішньою потребою рухатись або змінювати позу, проявляється в неможливості хворого довго сидіти спокійно в одній позі або довго залишатись без руху. Також, як синонім терміна «акатизія», використовують слово «непосидючість».

## Причини
Найчастішою причиною акатизії є побічні ефекти лікарських препаратів, насамперед традиційних нейролептиків («типових антипсихотиків») і, меншою мірою, атипових. Рідше акатизія виникає при застосуванні антидепресантів (насамперед груп СІОЗС та СІОЗСіН) та психостимуляторів. Іноді вона може бути викликана хворобою Паркінсона або бути частиною клінічної картини паркінсонізму та інших схожих синдромів. Крім того, акатизія є частим, майже постійним симптомом при опіатному, рідше алкогольному, бензодіазепіновому або барбітуратному абстинентному синдромі; вона може виникати у кокаїнових наркоманів на тлі інтоксикації кокаїном і навіть при післянаркозному пробудженні у здорових осіб.
Термін був введений чеським психіатром Ладиславом Гасковець (чеш. Ladislav Haskovec, 1866—1944) в 1901 році, задовго до появи нейролептиків. Після введення в клінічну практику нейролептиків поширеність акатизії значно збільшилася. За даними на 1992 рік, акатізія траплялася в 30 % випадків прийому антипсихотичних засобів. Часто вона поєднується з депресією.
Хоча акатизія може поєднуватися з іншими екстрапірамідними побічними ефектами нейролептиків, у багатьох випадках вона виникає ізольовано.